# Perm (Stadt)
Perm (russisch Пермь) ist eine Stadt in Russland mit 991.162 Einwohnern (Stand 14. Oktober 2010). Die Stadt liegt in einem eher isolierten Gebiet im Uralvorland an der Kama, etwa 1150 Kilometer Luftlinie nordöstlich von Moskau.
Perm ist, nach Erholung der Einwohnerzahl, seit 2012 wieder die östlichste Millionenstadt Europas.

## Name
Der Name der Stadt ist finnougrischen Ursprungs und war ursprünglich eine Landschaftsbezeichnung (vgl. Groß-Perm). Die Etymologie des Namens muss als ungeklärt betrachtet werden; Herleitungen aus diversen uralischen Sprachen (z. B. finnisch perämaa ,fernes Land, Hinterland‘) werden ebenso angeführt wie eine mögliche Verbindung zu dem aus nordischen Sagas bekannten Bjarmaland.

## Geschichte
Perm geht auf eine erstmals 1647 erwähnte Vorgängersiedlung Jegoschicha zurück, welche am gleichnamigen Fluss nahe der Mündung in die Kama lag. Nach Kupfererzfunden 1723 von Wassili Tatischtschew wurde neben dem Dorf eine Kupferhütte gegründet, aus der sich eine immer größere Siedlung entwickelte. Die Siedlung profitierte insbesondere von der Lage am 1763 angelegten Sibirischen Trakt, einer der ersten großen West-Ost-Achsen Russlands, die von Moskau über Perm nach Sibirien führte. 1780 erhielt Perm das Stadtrecht; 1781 wurde es Hauptstadt einer Statthalterschaft, des späteren Gouvernements Perm. 1781–98 und 1807–31 war hier der Hauptsitz der uralischen Hüttenindustrie ansässig.
Ab der Mitte des 19. Jahrhunderts galt Perm als das bedeutendste Handelszentrum des Urals. Ermöglicht wurde diese Entwicklung durch den Ausbau der Verkehrsinfrastruktur. Aufgrund der Erzlagerstätten entwickelte sich vor allem die Schwer- und Rüstungsindustrie. Seit 1846 bestanden regelmäßige Schifffahrtverbindungen zwischen dem Zentrum des Landes und Perm, dem größten Kama-Hafen. Seit 1878 existierte eine Schienenverbindung nach Jekaterinburg, seit 1905 auch nach St. Petersburg. Perm wurde auch als das Tor in den Ural und nach Sibirien bezeichnet. Ein berühmter Besucher der Stadt im 19. Jahrhundert war Alexander von Humboldt. Perm besaß zu jener Zeit eine nennenswerte deutschsprachige Minderheit. Die 1864 errichtete evangelisch-lutherische Kirche ist ein Überbleibsel davon. Die Stadt war im 19. Jahrhundert auch Verbannungsort für politische Häftlinge wie z. B. den Staatsmann Michail Speranski (1812–14) sowie die Schriftsteller Alexander Herzen (1835) und Wladimir Korolenko (1880–81). 1916 wurde hier die erste Hochschule des Urals gegründet.
Nach dem Ausbruch der Oktoberrevolution und des Russischen Bürgerkrieges wurde die Stadt durch die Weißgardisten des Admirals Koltschak besetzt. Erst am 1. Juli 1919 gelang es der Roten Armee die Stadt zurückzuerobern.
Im 20. Jahrhundert entwickelte sich Perm zu einem bedeutenden Industriezentrum, vorrangig der Schwerindustrie, während die übrige städtische Entwicklung vernachlässigt wurde. Nach der Eingemeindung (1938) von Molotow, wie der heutige Stadtteil Motowilicha seit Verleihung des selbstständigen Stadtrechts 1931 hieß, hieß auch die ganze Stadt zwischen 1940 und 1957 Molotowo (Молотов; nach Wjatscheslaw Molotow).
In Perm befand sich das Kriegsgefangenenlager 207, Molotow, für deutsche Kriegsgefangene des Zweiten Weltkriegs. Später in der Nachkriegszeit gab es ein großes Gulag-Lager. Das Molotow-ITL (Besserungsarbeitslager) bestand von Oktober 1950 bis April 1953. Die maximale Insassenzahl im Lager betrug 12.300 Personen, die beim Bau eines erdölverarbeitenden Werks, im Straßen-, Industrie- und Zivilbau eingesetzt wurden.
Mit den politischen und wirtschaftlichen Transformationen seit Beginn der 1990er Jahre erfolgte im Ural – wie auch in anderen polyzentrischen Verdichtungsgebieten – eine funktionale Spezialisierung der großen Zentren. Perm konnte in diesem Rahmen seine Position als Industriezentrum leicht ausbauen.
Bis 1991 war Perm wegen seiner Rüstungsbetriebe eine für Ausländer ohne Sondergenehmigung geschlossene („verbotene“) Stadt. Die Durchfahrt mit der Transsibirischen Eisenbahn war jedoch möglich.
Aus einer kriminologischen Studie aus dem Jahr 2008 ging hervor, dass Perm die höchste Kriminalitätsrate Russlands aufwies.

### Bevölkerungsentwicklung
| Jahr | Einwohner |
| ---- | --------- |
| 1897 | 45.205    |
| 1939 | 255.236   |
| 1959 | 629.118   |
| 1970 | 850.324   |
| 1979 | 999.157   |
| 1989 | 1.090.944 |
| 2002 | 1.001.653 |
| 2010 | 991.162   |
| 2014 | 1.026.477 |
| 2017 | 1.048.005 |

Anmerkung: Volkszählungsdaten,

## Klima
Das Klima in der Stadt Perm ist durchwegs kontinental. Die Durchschnittstemperatur in der Stadt Perm ist höher als in der Umgebung, da sich die Großstadt wärmefördernd auswirkt.
Die Winter in Perm sind meist kalt und frostig, die Durchschnittstemperaturen liegen bei −15 Grad bis −20 Grad Celsius. Durchschnittlich liegen 55 Zentimeter Schnee.
Im Sommer liegen die Durchschnittstemperaturen bei 18 bis 23 Grad Celsius; es kann aber aufgrund des vorherrschenden Kontinentalklimas an einigen Tagen auch bis zu 35 Grad Celsius warm werden.
|                       | Jan   | Feb   | Mär  | Apr  | Mai  | Jun  | Jul  | Aug  | Sep  | Okt  | Nov  | Dez   |   |     |
| Mittl. Tagesmax. (°C) | −11,2 | −8,3  | −0,6 | 8,3  | 16,5 | 21,6 | 23,9 | 20,3 | 13,7 | 4,4  | −2,8 | −8,1  | ⌀ | 6,5 |
| Mittl. Tagesmin. (°C) | −18,7 | −16,3 | −9,2 | −1,2 | 5,0  | 10,0 | 13,0 | 10,4 | 5,8  | −1,0 | −8,3 | −14,7 | ⌀ | −2  |
|                       |       |       |      |      |      |      |      |      |      |      |      |       |   |     |
| Niederschlag (mm)     | 39    | 27    | 27   | 36   | 53   | 68   | 75   | 67   | 68   | 59   | 49   | 41    | Σ | 609 |
|                       |       |       |      |      |      |      |      |      |      |      |      |       |   |     |
| Regentage (d)         | 12    | 8     | 8    | 8    | 9    | 10   | 10   | 11   | 11   | 13   | 13   | 12    | Σ | 125 |

| −18,7 |

| −16,3 |

| −9,2 |

| −1,2 |

| 5,0 |

| 10,0 |

| 13,0 |

| 10,4 |

| 5,8 |

| −1,0 |

| −8,3 |

| −14,7 |

| −18,7 |

| −16,3 |

| −9,2 |

| −1,2 |

| 5,0 |

| 10,0 |

| 13,0 |

| 10,4 |

| 5,8 |

| −1,0 |

| −8,3 |

| −14,7 |

## Stadtbezirke (Rajony)
| Rajon              | Russischer Name         | Namensgeber                            | Einwohner 1. Januar 2004 | Einwohner 1. Januar 2009 |
| ------------------ | ----------------------- | -------------------------------------- | ------------------------ | ------------------------ |
| Dserschinski       | Дзержинский район       | Felix Dserschinski                     | 152.500                  | 149.559                  |
| Industrialny       | Индустриальный район    | Industrialisierung der Sowjetunion     | 159.700                  | 160.403                  |
| Kirowski           | Кировский район         | Sergej Kirow                           | 123.105                  | 125.338                  |
| Leninski           | Ленинский район         | Wladimir Lenin                         | 56.400                   | 50.670                   |
| Motowilichinski    | Мотовилихинский район   | Fluss Motowilicha, Nebenfluss der Kama | 176.000                  | 179.117                  |
| Ordschonikidsewski | Орджоникидзевский район | Grigori Ordschonikidse                 | 111.300                  | 112.274                  |
| Swerdlowski        | Свердловский район      | Jakow Swerdlow                         | 212.600                  | 210.666                  |

## Wirtschaft

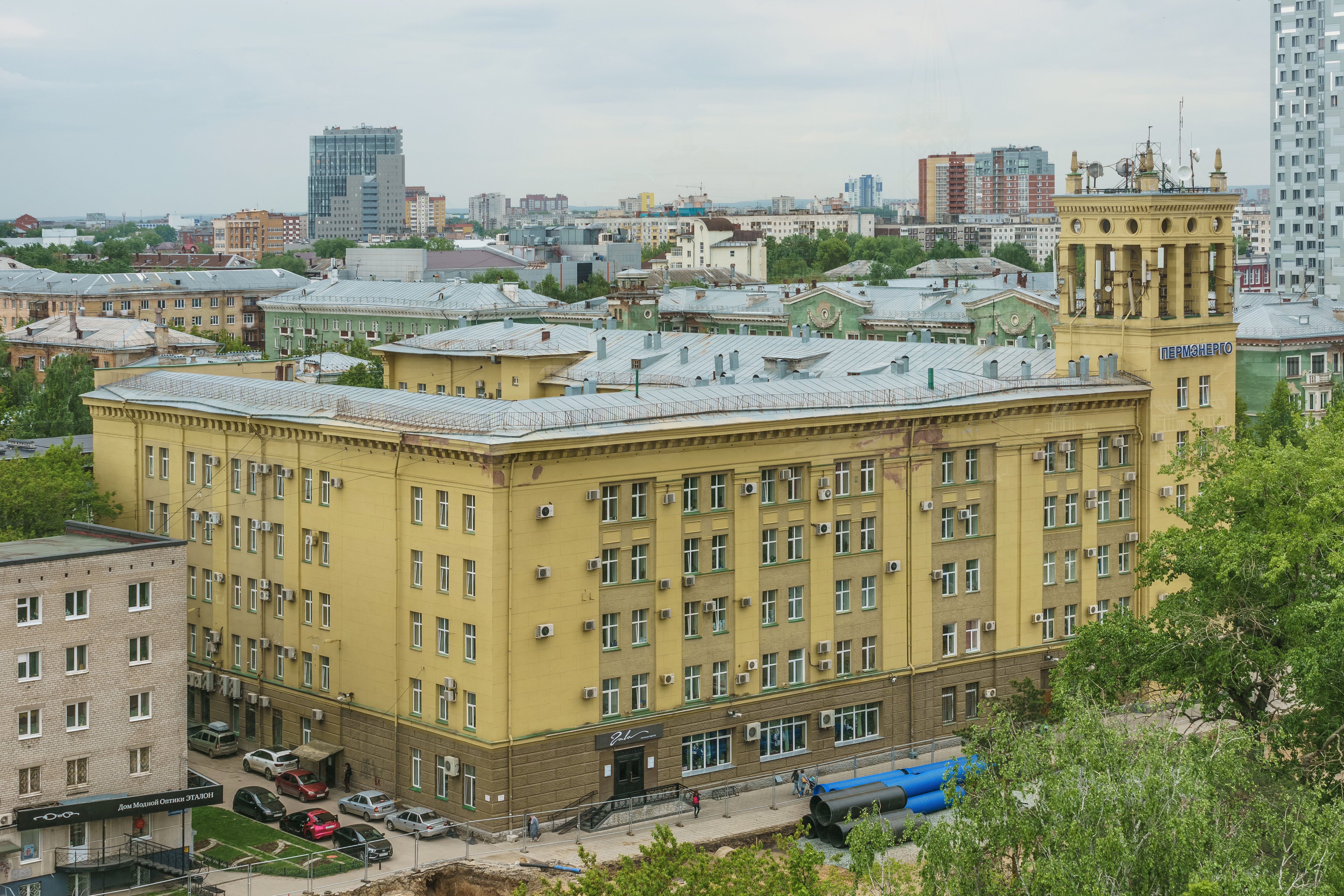
Zentrale des Energieversorgers TGK-9

Lukoil, das derzeit größte Ölunternehmen Russlands, ist in Perm ansässig. In der Stadt werden Flugzeugturbinen  produziert, daneben Telefone, Textilien, Fahrräder und Motorsägen. Weiterhin gibt es große Industriebetriebe in den Bereichen Chemie, Holzverarbeitung und Elektronik. Immer bedeutender wird auch die IT-Industrie, die mittlerweile rund 18.000 Mitarbeiter beschäftigt.
Zu den großen Unternehmen der Region gehören die Permer Motorenwerke und der Rüstungskonzern Motowilichawerk, einer der wichtigsten Hersteller von Geschützsystemen und Panzerkanonen. Auch der größte russische Fahrradhersteller Forward betreibt ein Werk in Perm. Der Telekommunikationskonzern ERTelecom, der bei Internetanschlüssen russlandweit an zweiter Stelle liegt, hat ebenfalls seinen Unternehmenssitz in Perm. Dazu kommen Hightech-Startups wie z. B. der Serviceroboter-Hersteller Prombot.
Zudem haben mehrere große Unternehmen mit ausländischer Beteiligung ihren Firmenstandort in Perm, u. a. Henkel, Nestlé sowie die russische Zentrale von AB InBev.

## Verkehr

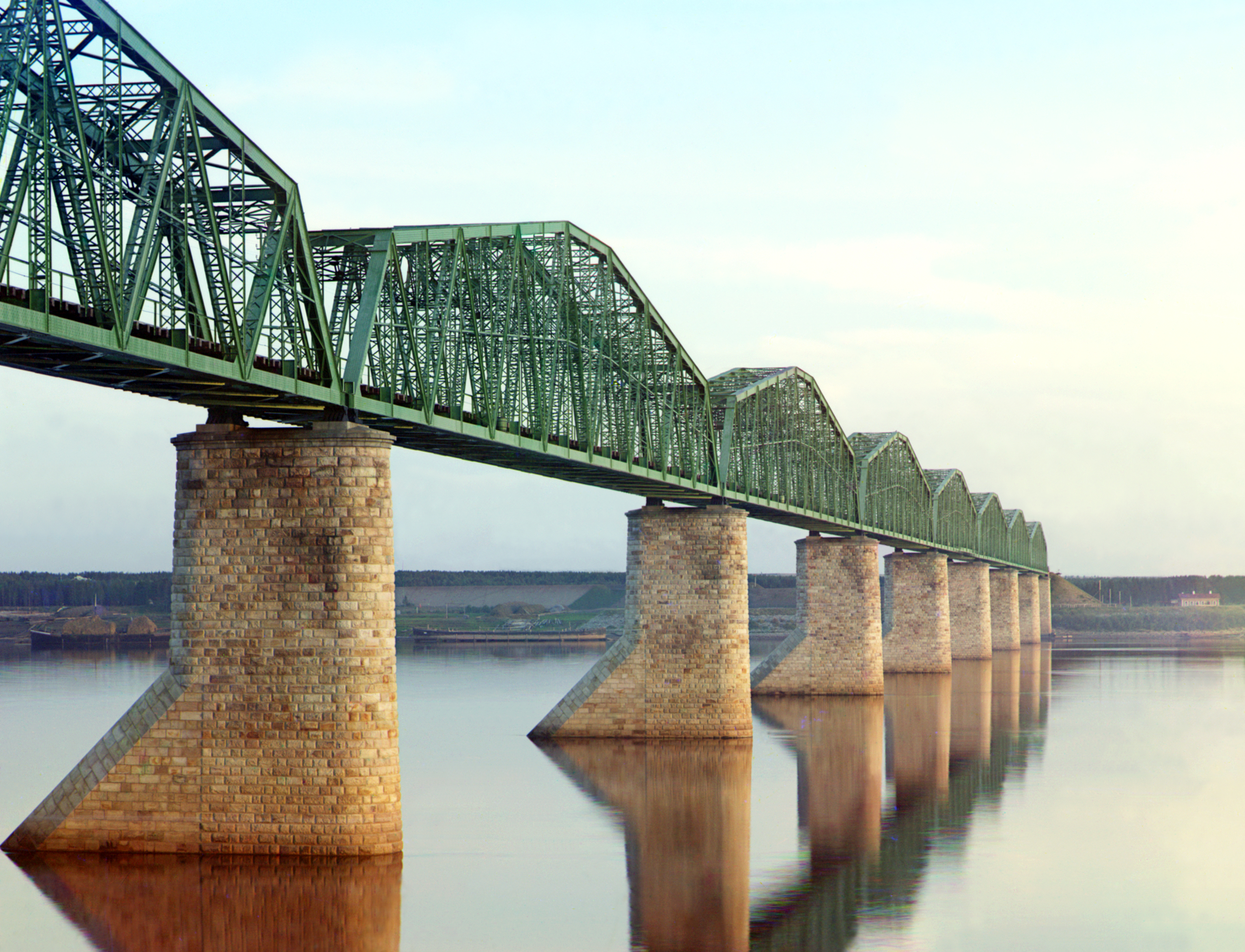
Eisenbahnbrücke über die Kama von zirka 1910

Perm ist an die Transsibirische Eisenbahn angeschlossen und hat einen eigenen Flughafen. Perm wird von der föderalen Fernstraße R243 durchquert, die von Kostroma nach Atschit führt. Der öffentliche Nahverkehr der Stadt wird durch die Permawtotrans durchgeführt. Sie betreibt Straßenbahn-, Oberleitungsbus- und Autobus-Linien in der Stadt.

## Religion
Die Mehrheit der Bewohner von Perm gehört der russisch-orthodoxen Kirche an, eine Minderheit sind Muslime. Die Moschee von Perm wurde in den Jahren 1902 bis 1903 errichtet. Es gibt viele alte Kirchen in Perm und der Region Perm.

## Bildung und Kultur
Die Stadt besitzt eine Oper, ein Theater und ein berühmtes Puppentheater. Weitere kulturelle Einrichtungen in der Stadt sind die Gorki-Bücherei (etwa zwei Millionen Bücher), der staatliche Permer Zirkus (mit etwa 2000 Plätzen), ein Planetarium und ein Zoologischer Garten.

### Permer Oper

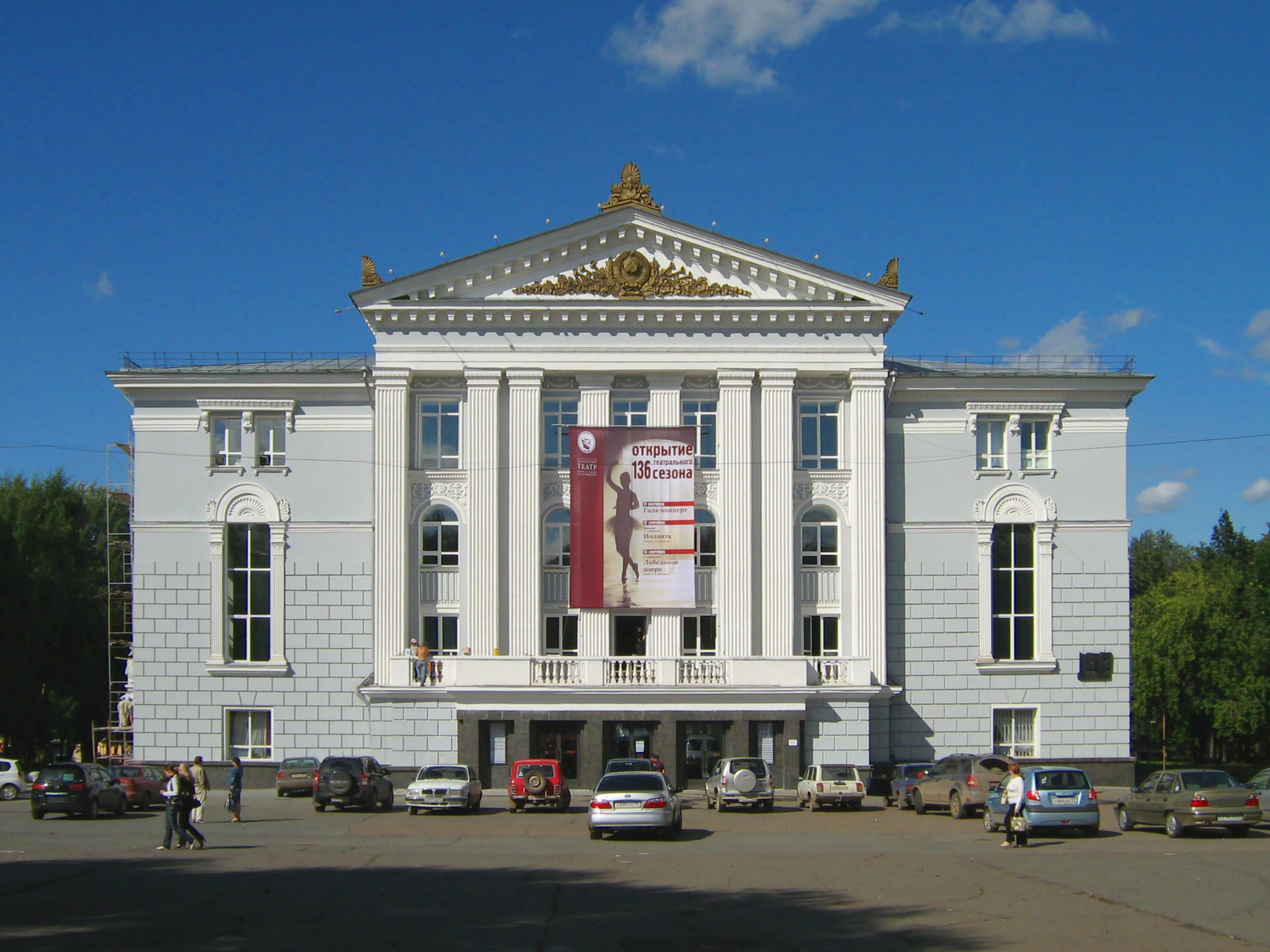
Permer Akademisches Opern- und Ballett-Theater

Das Permer Akademisches Opern- und Ballett-Theater P. I. Tschaikowski, das neben dem Bolschoi-Theater und dem Mariinski-Theater sowie dem Akademischen Opern- und Ballett-Theater Nowosibirsk zu den bedeutendsten Russlands zählt, beheimatet eine international bedeutende Balletttruppe, an der zahlreiche in ganz Russland bekannte Tänzerinnen und Tänzer ausgebildet wurden bzw. unterrichten. Hier wurde sehr extravagantes und modernes Tanztheater geschaffen. Von 2011 bis 2019 war Teodor Currentzis der Musikdirektor des Permer Opernhauses, dem er einen internationalen Ruf verschaffte.

### Staatliche Kunstgalerie Perm
Weiterhin existiert seit 1922 die Staatliche Kunstgalerie Perm in der ehemaligen Kathedrale der Stadt, in der vor allem wertvolle Holzskulpturen, aber auch Malerei des 15. bis 18. Jahrhunderts ausgestellt sind (unter anderem Bilder der Maler Ilja Repin, Iwan Schischkin und Iwan Kramskoi).
Die Staatliche Permer Kunstgalerie verfügt über außergewöhnliche Sammlungen, unter anderem von Permer Holzskulpturen.

### Heimatmuseum
In einem großen Heimatmuseum befinden sich 360.000 Exponate aus der Geschichte der Stadt Perm, vor allem Urkunden aus dem 16. und 17. Jahrhundert.

### Doktor-Schiwago-Haus
Ein ländliches Anwesen nahe der Stadt diente als Vorbild für einen wichtigen Handlungsschauplatz des Romans Doktor Schiwago von Boris Pasternak. Wegen des praktisch identischen Aussehens und der Popularität des Romans ist es mittlerweile eine bekannte Touristenattraktion.

### Museum für zeitgenössische Kunst PERM
Von 2008 bis 2013 leitete der Moskauer Galerist Marat Gelman in der Stadt das Museum für zeitgenössische Kunst (Музей современного искусства). Die dort ausgestellten Kunstwerke und insbesondere die im öffentlichen Raum der Stadt aufgestellten Skulpturen führten zeitweise zu sehr kontroversen Debatten.

### Freilichtmuseum für Holzarchitektur
Gut 40 km nördlich der Stadt befindet sich am rechten Ufer des Kamastausees das 1980 eröffnete Volkskunde- und Freilichtmuseum Chochlowka.

### Weiterführende Bildungseinrichtungen

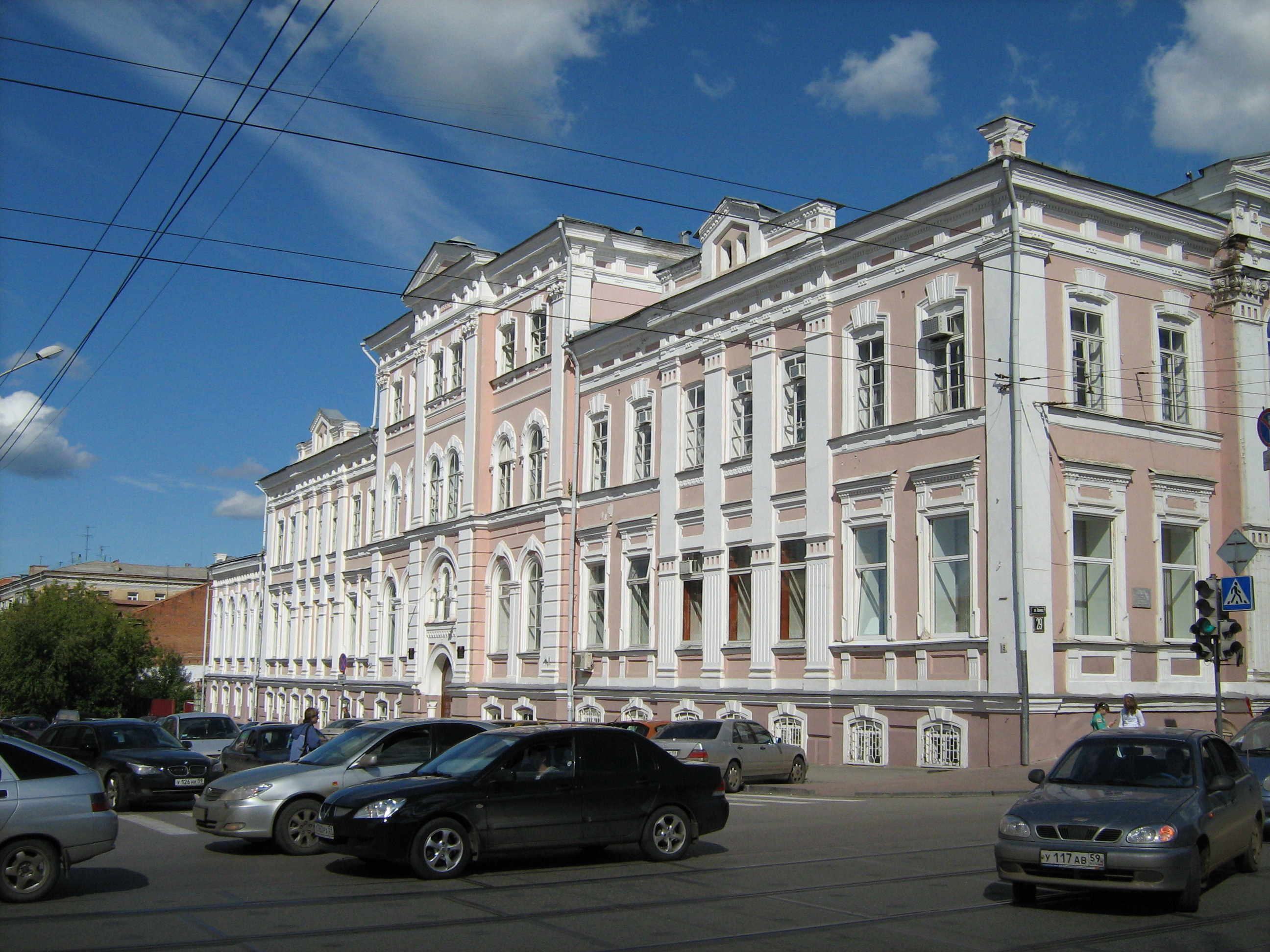
Staatliches Institut für Kunst und Kultur in Perm

- Fakultät des Juristischen Instituts des Innenministeriums Russlands Perm
- Filiale der Russischen Akademie für Malerei, Bildhauerei und Baukunst
- Geisteswissenschaftliches Institut des Uralgebiets
- Institut für Ökonomie und Recht des Westuralgebiets
- Permer Filiale der Akademie für Staatsdienst des Uralgebiets
- Permer Militärinstitut für Raketentruppen
- Permer Staatliches Handelsinstitut der Staatlichen Handelsuniversität Moskau
- Staatliche Landwirtschaftliche Akademie Perm (umbenannt in Staatliche Agrar- und Technologische Universität Perm)[6]
- Staatliche Medizinakademie Perm (umbenannt in Staatliche Medizinische Universität Perm)[7]
- Staatliche Pädagogische Universität Perm
- Staatliche Pharmazeutische Akademie Perm
- Nationale Polytechnische Forschungsuniversität Perm
- Staatliche Universität Perm
- Staatliches Institut für Kunst und Kultur Perm
- Campus Perm der Nationalen Forschungsuniversität „Hochschule für Wirtschaft“

Die 1916 gegründete Staatliche Universität von Perm ist die älteste Universität in der Uralregion. Die größte Bildungseinrichtung in der Stadt ist jedoch die Technische Universität mit über 11.000 Studenten.

## Sport
Der Basketballverein Ural Great Perm spielte in der höchsten russischen Spielklasse, bis er nach der Saison 2008/09 aufgrund finanzieller Probleme aufgelöst wurde. Seine größten Erfolge waren der Gewinn der russischen Basketballmeisterschaft in den Jahren 2001 und 2002, der Sieg im russischen Basketballpokal im Jahre 2004 sowie der Gewinn des FIBA EuroCup Challenge 2006. Heimspielstätte war der 7000 Zuschauer fassende Universal Sports Palace Molot.
Der Eishockeyverein Molot-Prikamje Perm spielt in der zweithöchsten russischen Spielklasse, war allerdings von 1992 bis 2003 und von 2004 bis 2006 erstklassig.
Die junge Frauenfußballmannschaft Swesda 2005 Perm, die 2005 gegründet wurde, spielte bereits drei Jahre nach der Gründung im UEFA Women’s Cup und erreichte im Frühjahr 2009 das Finale. Der 1993 gegründete Fußballverein Amkar Perm nahm von 2003 bis 2018 am Spielbetrieb der höchsten russischen Spielklasse Premjer-Liga teil.
Des Weiteren etabliert sich die Lateintanz-Formation Duet Perm in der Weltspitze. Bei der Weltmeisterschaft am 14. Dezember 2013 in Bremen erreichten sie einen fünften Platz mit ihrer Choreographie „High School“. Bei den Weltmeisterschaften am 6. Dezember 2014 in Bremen sowie am 12. Dezember 2015 in Wien sicherten sie sich jeweils den Vize-Weltmeistertitel. Am 10. Dezember 2017 errangen sie erstmals den Weltmeistertitel, nachdem der Grün-Gold-Club Bremen zuvor 5 Mal in Folge den Titel innehatte.

## Städtepartnerschaft
Perm listet folgende Partnerstädte auf:
| Vereinigte Staaten     | Louisville (Vereinigte Staaten), seit 1994 |
| Vereinigtes Konigreich | Oxford (Vereinigtes Königreich), seit 1995 |
| China Volksrepublik    | Qingdao (Volksrepublik China), seit 2003   |
| Ukraine                | Tschernihiw (Ukraine), seit 2003           |
| Italien                | Agrigento (Italien), seit 2005             |
| Deutschland            | Duisburg (Deutschland), seit 2007          |

## Persönlichkeiten (Auswahl)
- Iwan Larionow (1830–1889), Komponist
- Dmitri Maksutow (1832–1889), letzter Gouverneur der Russisch-Amerikanischen Kompagnie
- Peter Struve (1870–1944), Ökonom und Philosoph
- Witali Chlopin (1890–1950), Radiochemiker
- Nikolai Moissejew (1902–1955), Astronom
- Vera Kálmán (1907–1999), Schauspielerin
- Lora Jakowlewa (1932–2022), Weltmeisterin im Fernschach
- Georgi Burkow (1933–1990), Schauspieler
- Alexander Bortnikow (* 1951), Leiter des russischen Inlandsgeheimdienstes FSB
- Alexander Tretjakow (* 1972), Ringer im griechisch-römischen Stil und Weltmeister von 1998
- Konstantin Syrjanow (* 1977), Fußballspieler
- Maxim Trankow (* 1983), Eiskunstläufer
- Andrei Grjasew (* 1985), Eiskunstläufer
- Natasha Poly (* 1985), Model
- Marina Melnikowa (* 1989), Tennisspielerin
- Albert Malgin (* 1966), Eishockeyspieler
- Alexander Guljawzew (* 1973), Eishockeyspieler
- Nikolai Bardin (* 1976), Eishockeyspieler
- Nikolai Parfjonow (* 1976), Nordischer Kombinierer
- Wjatscheslaw Below (* 1983), Eishockeyspieler
- Alexander Berkutow (* 1986), Eishockeyspieler

## Trivia
In den frühen 1990er Jahren schloss sich der damalige Bürgermeister Perms Scientology an und führte deren Techniken auch in der Stadtverwaltung ein. Dieses Projekt endete, nachdem er nicht wiedergewählt wurde und auch ein Teil der Mitarbeiter die Verwaltung verließ.
International traurige Berühmtheit erlangte die Stadt im Dezember 2009, als in einem überfüllten Nachtclub ein Feuer ausbrach, das 156 Todesopfer forderte.